# Яков Дорі
Яков Дорі (івр. יעקב דורי, ім'я при народженні Яків Достровський, 8 жовтня 1899, Одеса, Херсонська губернія, Російська імперія — 1973) — ізраїльський військовик українського походження, перший начальник штабу в Збройних силах Ізраїлю (IDF).

## Життєпис
Народився в Одесі. Після погромів 1905 року родина Достровських емігрувала до Палестини, яка в той час входила в Османську імперію.
Після закінчення школи в Хайфі, під час Першої світової війни, Яков записався в Єврейський легіон британської армії.
У 1926 році повернувся до Палестини і приєднався до Хаґани, де отримав підпільне прізвисько «Дан».
У 1939 році Дорі був призначений начальником штабу Хагани й обіймав цю посаду до 1946 року. З 1946 року по 1947 рік Дорі очолював делегацію із закупівлі озброєнь у США.
Після утворення Збройних сил Ізраїлю Дорі став першим начальником Генерального штабу. В цей час у нього спостерігалися серйозні проблеми зі здоров'ям, що заважало йому керувати військовими діями під час війни за Незалежність 1948. З цієї причини під час війни все навантаження перейшло на його заступника — Іґаеля Ядіна.
Політична і військова кар'єра Дорі завершилася 9 листопада 1949 року. Після відставки з армії Дорі був головою наукової ради при канцелярії прем'єр-міністра, а в 1951 році став президентом хайфського Техніона. Цю посаду Дорі обіймав до 1965 року.
Син Якова, Єрахміель Дорі, був командувачем інженерних військ Армії Оборони Ізраїлю в 1969–1972 роках.